# Élections cantonales de 1992 dans le Haut-Rhin
Les élections cantonales ont eu lieu les 22 et 29 mars 1992.
Lors de ces élections, 14 des 31 cantons du Haut-Rhin ont été renouvelés. Elles ont vu la reconduction de la majorité UDF dirigée par Jean-Jacques Weber, président du conseil général depuis 1988.

## Résultats à l’échelle du département
Répartition départementale des résultats (2e tour).
- PS (3,96 %)
- Majorité (7,97 %)
- Verts (15,78 %)
- RPR (12,26 %)
- UDF (21,45 %)
- DVD (34,21 %)
- FN (4,38 %)

| Étiquette      | Étiquette                          | Premier tour | Premier tour | Second tour | Second tour | Sièges |
| Étiquette      | Étiquette                          | Voix         | %            | Voix        | %           | Sièges |
| -------------- | ---------------------------------- | ------------ | ------------ | ----------- | ----------- | ------ |
|                | Parti socialiste                   | 12 137       | 8,59         | 2 742       | 3,96        | 0      |
|                | Majorité présidentielle            | 3 259        | 2,31         | 5 515       | 7,97        | 1      |
|                | Parti communiste français          | 2 216        | 1,57         |             |             |        |
| Gauche         | Gauche                             | 17 612       | 12,47        | 8 257       | 11,93       | 1      |
|                |                                    |              |              |             |             |        |
|                | Union pour la démocratie française | 32 441       | 22,97        | 14 843      | 21,45       | 5      |
|                | Divers droite                      | 30 515       | 21,60        | 23 676      | 34,21       | 5      |
|                | Front national                     | 18 953       | 13,42        | 3 028       | 4,38        | 0      |
|                | Rassemblement pour la République   | 17 770       | 12,58        | 8 485       | 12,26       | 3      |
|                | Extrême droite                     | 2 265        | 1,60         |             |             |        |
| Droite         | Droite                             | 101 944      | 72,17        | 50 032      | 72,30       | 13     |
|                |                                    |              |              |             |             |        |
|                | Les Verts                          | 21 685       | 15,35        | 10 919      | 15,78       | 0      |
| Écologistes    | Écologistes                        | 21 685       | 15,35        | 10 919      | 15,78       | 0      |
|                |                                    |              |              |             |             |        |
| Inscrits       | Inscrits                           | 211 618      | 100,00       | 123 970     | 100,00      |        |
| Abstention     | Abstention                         | 62 901       | 29,72        | 50 477      | 40,72       |        |
| Votants        | Votants                            | 148 717      | 70,28        | 73 493      | 59,28       |        |
| Blancs et nuls | Blancs et nuls                     | 7 476        | 5,03         | 4 285       | 5,83        |        |
| Exprimés       | Exprimés                           | 141 241      | 94,97        | 69 208      | 94,17       |        |

## Résultats par canton

### Canton d'Altkirch
| Candidats      | Candidats                | Étiquette      | Premier tour | Premier tour |
| Candidats      | Candidats                | Étiquette      | Voix         | %            |
| -------------- | ------------------------ | -------------- | ------------ | ------------ |
|                | Jean-Luc Reitzer*        | RPR            | 6 879        | 64,54        |
|                | Jean Bitterlin           | Verts          | 1 688        | 15,84        |
|                | Josiane Jener            | FN             | 1 208        | 11,33        |
|                | Jean-Marie Freudenberger | PS             | 781          | 7,33         |
|                | Patrick Capel            | PCF            | 102          | 0,96         |
|                |                          |                |              |              |
| Inscrits       | Inscrits                 | Inscrits       | 15 097       | 100,00       |
| Abstention     | Abstention               | Abstention     | 3 979        | 26,36        |
| Votants        | Votants                  | Votants        | 11 118       | 73,64        |
| Blancs et nuls | Blancs et nuls           | Blancs et nuls | 460          | 4,14         |
| Exprimés       | Exprimés                 | Exprimés       | 10 658       | 95,86        |

*sortant

### Canton d'Andolsheim
| Candidats      | Candidats      | Étiquette      | Premier tour | Premier tour | Second tour | Second tour |
| Candidats      | Candidats      | Étiquette      | Voix         | %            | Voix        | %           |
| -------------- | -------------- | -------------- | ------------ | ------------ | ----------- | ----------- |
|                | Constant Goerg | DVD            | 4 670        | 48,65        | 4 589       | 54,72       |
|                | Guy Waehren    | Verts          | 2 338        | 24,36        | 2 534       | 30,22       |
|                | René Becker    | FN             | 1 531        | 15,95        | 1 263       | 15,06       |
|                | Francis Ernst  | PS             | 952          | 9,92         |             |             |
|                | Claude Bezieux | PCF            | 108          | 1,13         |             |             |
|                |                |                |              |              |             |             |
| Inscrits       | Inscrits       | Inscrits       | 14 099       | 100,00       | 14 095      | 100,00      |
| Abstention     | Abstention     | Abstention     | 3 890        | 27,59        | 5 401       | 38,32       |
| Votants        | Votants        | Votants        | 10 209       | 72,41        | 8 694       | 61,68       |
| Blancs et nuls | Blancs et nuls | Blancs et nuls | 610          | 5,98         | 308         | 3,54        |
| Exprimés       | Exprimés       | Exprimés       | 9 599        | 94,02        | 8 386       | 96,46       |

### Canton de Dannemarie
| Candidats      | Candidats            | Étiquette      | Premier tour | Premier tour |
| Candidats      | Candidats            | Étiquette      | Voix         | %            |
| -------------- | -------------------- | -------------- | ------------ | ------------ |
|                | Rémy With*           | DVD            | 4 013        | 75,53        |
|                | Michel Thevenot      | FN             | 789          | 14,85        |
|                | Marie-Thérèse Krauss | PS             | 440          | 8,28         |
|                | Laurent Muth         | PCF            | 71           | 1,34         |
|                |                      |                |              |              |
| Inscrits       | Inscrits             | Inscrits       | 7 777        | 100,00       |
| Abstention     | Abstention           | Abstention     | 2 043        | 26,27        |
| Votants        | Votants              | Votants        | 5 734        | 73,73        |
| Blancs et nuls | Blancs et nuls       | Blancs et nuls | 421          | 7,34         |
| Exprimés       | Exprimés             | Exprimés       | 5 313        | 92,66        |

*sortant

### Canton d'Ensisheim
| Candidats      | Candidats         | Étiquette      | Premier tour | Premier tour | Second tour | Second tour |
| Candidats      | Candidats         | Étiquette      | Voix         | %            | Voix        | %           |
| -------------- | ----------------- | -------------- | ------------ | ------------ | ----------- | ----------- |
|                | Michel Habig      | RPR            | 3 628        | 34,75        | 4 028       | 41,20       |
|                | Vincent Birr*     | PS             | 2 548        | 24,40        | 2 742       | 28,05       |
|                | Michel Schmerber  | FN             | 2 039        | 19,53        | 1 765       | 18,05       |
|                | Daniel Martinuzzi | Verts          | 1 794        | 17,18        | 1 242       | 12,70       |
|                | Gérard Bonvilain  | PCF            | 260          | 2,49         |             |             |
|                | Lothaire Muller   | DVD            | 172          | 1,65         |             |             |
|                |                   |                |              |              |             |             |
| Inscrits       | Inscrits          | Inscrits       | 15 289       | 100,00       | 15 289      | 100,00      |
| Abstention     | Abstention        | Abstention     | 4 142        | 27,09        | 5 136       | 33,59       |
| Votants        | Votants           | Votants        | 11 147       | 72,91        | 10 153      | 66,41       |
| Blancs et nuls | Blancs et nuls    | Blancs et nuls | 706          | 6,33         | 376         | 3,70        |
| Exprimés       | Exprimés          | Exprimés       | 10 441       | 93,67        | 9 777       | 96,30       |

*sortant

### Canton de Guebwiller
| Candidats      | Candidats              | Étiquette      | Premier tour | Premier tour | Second tour | Second tour |
| Candidats      | Candidats              | Étiquette      | Voix         | %            | Voix        | %           |
| -------------- | ---------------------- | -------------- | ------------ | ------------ | ----------- | ----------- |
|                | Charles Haby*          | DVD            | 4 007        | 48,48        | 4 913       | 72,45       |
|                | Jean-Marc Coquelle     | PS             | 1 010        | 12,22        | 1 868       | 27,55       |
|                | Anna Dittrich          | Verts          | 979          | 11,84        |             |             |
|                | Brigitte Finiels       | PS             | 885          | 10,71        |             |             |
|                | Jean-François Villatte | FN             | 801          | 9,69         |             |             |
|                | Jean-Luc Chateaudon    | DVD            | 434          | 5,25         |             |             |
|                | Aimé Mure              | PCF            | 150          | 1,81         |             |             |
|                |                        |                |              |              |             |             |
| Inscrits       | Inscrits               | Inscrits       | 12 475       | 100,00       | 12 475      | 100,00      |
| Abstention     | Abstention             | Abstention     | 3 775        | 30,26        | 4 939       | 39,59       |
| Votants        | Votants                | Votants        | 8 700        | 69,74        | 7 536       | 60,41       |
| Blancs et nuls | Blancs et nuls         | Blancs et nuls | 434          | 4,99         | 755         | 10,02       |
| Exprimés       | Exprimés               | Exprimés       | 8 266        | 95,01        | 6 781       | 89,98       |

*sortant

### Canton de Habsheim
| Candidats      | Candidats              | Étiquette      | Premier tour | Premier tour | Second tour | Second tour |
| Candidats      | Candidats              | Étiquette      | Voix         | %            | Voix        | %           |
| -------------- | ---------------------- | -------------- | ------------ | ------------ | ----------- | ----------- |
|                | Charles Buttner        | UDF            | 3 840        | 27,85        | 6 748       | 61,28       |
|                | Bernard Hanser         | RPR            | 3 093        | 22,44        | Retrait     | Retrait     |
|                | Jean-Bernard Forestier | Verts          | 2 831        | 20,54        | 4 264       | 38,72       |
|                | Bernard Yung           | FN             | 1 834        | 13,30        |             |             |
|                | Paul Hernandez         | PS             | 1 075        | 7,80         |             |             |
|                | Martin Johann          | EXD            | 910          | 6,60         |             |             |
|                | Alain Gaspari          | PCF            | 203          | 1,47         |             |             |
|                |                        |                |              |              |             |             |
| Inscrits       | Inscrits               | Inscrits       | 20 686       | 100,00       | 20 600      | 100,00      |
| Abstention     | Abstention             | Abstention     | 6 312        | 30,51        | 8 991       | 43,65       |
| Votants        | Votants                | Votants        | 14 374       | 69,49        | 11 609      | 56,35       |
| Blancs et nuls | Blancs et nuls         | Blancs et nuls | 588          | 4,09         | 597         | 5,14        |
| Exprimés       | Exprimés               | Exprimés       | 13 786       | 95,91        | 11 012      | 94,86       |

### Canton de Huningue
| Candidats      | Candidats       | Étiquette      | Premier tour | Premier tour | Second tour | Second tour |
| Candidats      | Candidats       | Étiquette      | Voix         | %            | Voix        | %           |
| -------------- | --------------- | -------------- | ------------ | ------------ | ----------- | ----------- |
|                | André Weber*    | UDF            | 5 975        | 33,96        | 6 804       | 47,62       |
|                | Frédéric Striby | DVD            | 3 991        | 22,68        | 7 484       | 52,38       |
|                | René Curan      | FN             | 2 915        | 16,57        |             |             |
|                | Ralph Wicky     | Verts          | 2 828        | 16,07        |             |             |
|                | Paul Sagesser   | PS             | 1 483        | 8,43         |             |             |
|                | Jacques Chardon | PCF            | 403          | 2,29         |             |             |
|                |                 |                |              |              |             |             |
| Inscrits       | Inscrits        | Inscrits       | 29 879       | 100,00       | 29 872      | 100,00      |
| Abstention     | Abstention      | Abstention     | 11 343       | 37,96        | 14 538      | 48,67       |
| Votants        | Votants         | Votants        | 18 536       | 62,04        | 15 334      | 51,33       |
| Blancs et nuls | Blancs et nuls  | Blancs et nuls | 941          | 5,08         | 1046        | 6,82        |
| Exprimés       | Exprimés        | Exprimés       | 17 595       | 94,92        | 14 288      | 93,18       |

*sortant

### Canton de Kaysersberg
| Candidats      | Candidats          | Étiquette      | Premier tour | Premier tour |
| Candidats      | Candidats          | Étiquette      | Voix         | %            |
| -------------- | ------------------ | -------------- | ------------ | ------------ |
|                | Jean-Paul Schmitt* | UDF            | 4 732        | 57,98        |
|                | Henri Stoll        | Verts          | 1 824        | 22,35        |
|                | Raymond Perego     | FN             | 1 087        | 13,32        |
|                | Arnaud Bory        | PS             | 435          | 5,33         |
|                | Renée Otter        | PCF            | 84           | 1,03         |
|                |                    |                |              |              |
| Inscrits       | Inscrits           | Inscrits       | 11 993       | 100,00       |
| Abstention     | Abstention         | Abstention     | 3 444        | 28,72        |
| Votants        | Votants            | Votants        | 8 549        | 71,28        |
| Blancs et nuls | Blancs et nuls     | Blancs et nuls | 387          | 4,53         |
| Exprimés       | Exprimés           | Exprimés       | 8 162        | 95,47        |

*sortant

### Canton de Masevaux
| Candidats      | Candidats        | Étiquette      | Premier tour | Premier tour | Second tour | Second tour |
| Candidats      | Candidats        | Étiquette      | Voix         | %            | Voix        | %           |
| -------------- | ---------------- | -------------- | ------------ | ------------ | ----------- | ----------- |
|                | Jean-Luc Reitzer | PS             | 2 249        | 41,92        | 3 647       | 73,86       |
|                | Roger Gaugler    | UDF            | 995          | 18,55        | 1 291       | 26,14       |
|                | Julien Ast       | DVD            | 876          | 16,33        | Retrait     | Retrait     |
|                | Francis Guttig   | DVD            | 558          | 10,40        |             |             |
|                | Dominique Etter  | FN             | 363          | 6,77         |             |             |
|                | Denis Kuntzmann  | DVD            | 274          | 5,11         |             |             |
|                | Régis Jean       | PCF            | 50           | 0,93         |             |             |
|                |                  |                |              |              |             |             |
| Inscrits       | Inscrits         | Inscrits       | 7 377        | 100,00       | 7 377       | 100,00      |
| Abstention     | Abstention       | Abstention     | 1 733        | 23,49        | 2 221       | 30,11       |
| Votants        | Votants          | Votants        | 5 644        | 76,51        | 5 156       | 69,89       |
| Blancs et nuls | Blancs et nuls   | Blancs et nuls | 279          | 4,94         | 218         | 4,23        |
| Exprimés       | Exprimés         | Exprimés       | 5 365        | 95,06        | 4 938       | 95,77       |

### Canton de Munster
| Candidats      | Candidats        | Étiquette      | Premier tour | Premier tour | Second tour | Second tour |
| Candidats      | Candidats        | Étiquette      | Voix         | %            | Voix        | %           |
| -------------- | ---------------- | -------------- | ------------ | ------------ | ----------- | ----------- |
|                | Antoine Boithiot | DVD            | 6 161        | 45,39        | 4 215       | 63,00       |
|                | Marc Georges     | DVD            | 2 333        | 17,19        | 2 475       | 37,00       |
|                | Denis Monhardt   | DVD            | 1 793        | 13,21        |             |             |
|                | Nicole Roelens   | Verts          | 1 408        | 10,37        |             |             |
|                | André Stoerkler  | FN             | 1 155        | 8,51         |             |             |
|                | Ambroise Chastin | PS             | 569          | 4,19         |             |             |
|                | Guy Buecher      | PCF            | 154          | 1,13         |             |             |
|                |                  |                |              |              |             |             |
| Inscrits       | Inscrits         | Inscrits       | 19 811       | 100,00       | 11 478      | 100,00      |
| Abstention     | Abstention       | Abstention     | 5 670        | 28,62        | 4 369       | 38,06       |
| Votants        | Votants          | Votants        | 14 141       | 71,38        | 7 109       | 61,94       |
| Blancs et nuls | Blancs et nuls   | Blancs et nuls | 568          | 4,02         | 419         | 5,89        |
| Exprimés       | Exprimés         | Exprimés       | 13 573       | 95,98        | 6 690       | 94,11       |

### Canton de Saint-Amarin
| Candidats      | Candidats            | Étiquette      | Premier tour | Premier tour |
| Candidats      | Candidats            | Étiquette      | Voix         | %            |
| -------------- | -------------------- | -------------- | ------------ | ------------ |
|                | Pierre Egler*        | UDF            | 3 749        | 56,39        |
|                | Henri Kirchhoffer    | DVD            | 1 233        | 18,55        |
|                | Jean-Marie Schneider | FN             | 717          | 10,79        |
|                | Fabienne Wolff       | Verts          | 608          | 9,15         |
|                | Jean-Marie Huez      | PS             | 280          | 4,21         |
|                | Toussaint Taverny    | PCF            | 61           | 0,92         |
|                |                      |                |              |              |
| Inscrits       | Inscrits             | Inscrits       | 9 637        | 100,00       |
| Abstention     | Abstention           | Abstention     | 2 665        | 27,65        |
| Votants        | Votants              | Votants        | 6 972        | 72,35        |
| Blancs et nuls | Blancs et nuls       | Blancs et nuls | 324          | 4,65         |
| Exprimés       | Exprimés             | Exprimés       | 6 648        | 95,35        |

*sortant

### Canton de Sainte-Marie-aux-Mines
| Candidats      | Candidats              | Étiquette      | Premier tour | Premier tour |
| Candidats      | Candidats              | Étiquette      | Voix         | %            |
| -------------- | ---------------------- | -------------- | ------------ | ------------ |
|                | Guy Naudo*             | UDF            | 3 491        | 53,14        |
|                | Hervé Dick             | FN             | 1 141        | 17,37        |
|                | Anne-Louise Piantanida | Verts          | 1 109        | 16,88        |
|                | Hubert Metzger         | PS             | 733          | 11,16        |
|                | Robert Bickard         | PCF            | 95           | 1,45         |
|                |                        |                |              |              |
| Inscrits       | Inscrits               | Inscrits       | 10 700       | 100,00       |
| Abstention     | Abstention             | Abstention     | 3 732        | 34,88        |
| Votants        | Votants                | Votants        | 6 968        | 65,12        |
| Blancs et nuls | Blancs et nuls         | Blancs et nuls | 399          | 5,73         |
| Exprimés       | Exprimés               | Exprimés       | 6 569        | 94,27        |

*sortant

### Canton de Sierentz
| Candidats      | Candidats            | Étiquette      | Premier tour | Premier tour |
| Candidats      | Candidats            | Étiquette      | Voix         | %            |
| -------------- | -------------------- | -------------- | ------------ | ------------ |
|                | Jean-Louis Lorrain*  | UDF            | 9 659        | 57,96        |
|                | Gérard Gabier        | FN             | 2 236        | 13,42        |
|                | Théo Bach            | Verts          | 2 190        | 13,14        |
|                | Barbara Holtzscherer | EXD            | 1 355        | 8,13         |
|                | Marcel Kientzy       | PS             | 926          | 5,56         |
|                | Erik Klainguer       | PCF            | 298          | 1,79         |
|                |                      |                |              |              |
| Inscrits       | Inscrits             | Inscrits       | 24 014       | 100,00       |
| Abstention     | Abstention           | Abstention     | 6 638        | 27,64        |
| Votants        | Votants              | Votants        | 17 376       | 72,36        |
| Blancs et nuls | Blancs et nuls       | Blancs et nuls | 712          | 4,10         |
| Exprimés       | Exprimés             | Exprimés       | 16 664       | 95,90        |

*sortant

### Canton de Wintzenheim
| Candidats      | Candidats           | Étiquette      | Premier tour | Premier tour | Second tour | Second tour |
| Candidats      | Candidats           | Étiquette      | Voix         | %            | Voix        | %           |
| -------------- | ------------------- | -------------- | ------------ | ------------ | ----------- | ----------- |
|                | Pierre Knittel*     | RPR            | 4 170        | 48,48        | 4 457       | 60,76       |
|                | Christophe Hartmann | Verts          | 2 088        | 24,27        | 2 879       | 39,24       |
|                | Lionel Denier       | FN             | 1 137        | 13,22        |             |             |
|                | Serge Rosenblieh    | PS             | 1 030        | 11,97        |             |             |
|                | Régine Mariage      | PCF            | 177          | 2,06         |             |             |
|                |                     |                |              |              |             |             |
| Inscrits       | Inscrits            | Inscrits       | 12 784       | 100,00       | 12 784      | 100,00      |
| Abstention     | Abstention          | Abstention     | 3 535        | 27,65        | 4 882       | 38,19       |
| Votants        | Votants             | Votants        | 9 249        | 72,35        | 7 902       | 61,81       |
| Blancs et nuls | Blancs et nuls      | Blancs et nuls | 647          | 7,00         | 566         | 7,16        |
| Exprimés       | Exprimés            | Exprimés       | 8 602        | 93,00        | 7 336       | 92,84       |

*sortant